# Pontiac Standard
Der Pontiac Standard Serie 701B / Master Serie 6BB war ein Mittelklasse-PKW, der in den Modelljahren 1935 und 1936 von Pontiac, einer Marke von General Motors, gefertigt wurde.
Im ersten Produktionsjahr hieß das Modell Pontiac Standard, wurde am 29. Dezember 1934 herausgebracht und besaß die Seriennummer 701B. Es war als 2-türiges Coupé mit zwei Sitzen oder als 2- oder 4-türige Limousine mit fünf Sitzen erhältlich. Von den Limousinen gab es jeweils eine Ausführung ohne separaten Kofferraum (Sedan) und mit separatem Kofferraum (Touring-Sedan). Der neu aufgelegte Sechszylinder war mit voluminöseren Kotflügeln ausgestattet und hatte einen „Wasserfallgrill“ mit senkrechten Chromstäben, die sich auf der Motorhaube fortsetzten. Dieses Design wurde als „Silver Streak“ bekannt.
Das Modell war mit einem seitengesteuerten Sechszylinder-Reihenmotor mit 3408 cm³ Hubraum ausgestattet, der 80 bhp (59 kW) bei 3.600 min−1 abgab. Die Motorkraft wurde über eine Einscheiben-Trockenkupplung, ein teilsynchronisiertes Dreiganggetriebe mit Mittelschaltung und eine Kardanwelle an die Hinterräder weitergeleitet. Die Wagen hatten hydraulische Bremsen an allen vier Rädern, die als Drahtspeichenräder ausgeführt waren. Der Standard hatte – im Unterschied zum Deluxe – noch eine starre Vorderachse.
Im Folgejahr wurde die Baureihe in Pontiac Master umbenannt und erhielt die Seriennummer 6BB. Der Wasserfallgrill war deutlich schmäler geworden und der Motor hatte um 1 bhp zugelegt. Die Scheinwerfer, die vorher auf den vorderen Kotflügeln saßen, wanderten an die Seiten der Motorhaube. Auch der erste Gang des Dreiganggetriebes war nun synchronisiert. Zu den bisher gefertigten Aufbauten kam ein 2-türiges Cabriolet dazu.
Im Folgejahr ersetzte das schon 1936 gefertigte Modell Deluxe Six den „Master“. In 2 Jahren waren 142.770 Wagen entstanden.